# Bizantski Senat
Bizantski Senat odnosno Istočni Rimski Senat (grčki: Σύγκλητος, čit. Synklētos, ili grčki: Γερουσία, čit. Gerousia) je bio nastavak rimskog Senata. Uspostavio ga je Konstantin I. Veliki, rimski car. Potrajao je stoljećima. Značaju mu je vremenom postupno opadao. Naposljetku je prestao postojati u 13. stoljeću.

## Knjige
- John Bagnell Bury: History of the Later Roman Empire, Volume 1.